# V-15 (Spanje)

De V-15

De V-15 is een autovía in Valencia. De vier kilometer lange snelweg vormt de zuidoostelijke toegang tot Valencia vanaf de V-30.